# Papagájtangara
A papagájtangara (Chlorornis riefferii) a madarak osztályának verébalakúak (Passeriformes) rendjébe és a tangarafélék (Thraupidae) családjába tartozó Chlorornis nem egyetlen faja.

## Rendszerezése
A fajt Auguste Boissonneau francia ornitológus írta le 1840-ben, a Tanagra nembe Tanagra Riefferii néven.

## Alfajai
- Chlorornis riefferii bolivianus (von Berlepsch, 1912)
- Chlorornis riefferii celatus J. T. Zimmer, 1947
- Chlorornis riefferii dilutus J. T. Zimmer, 1947
- Chlorornis riefferii elegans (Tschudi, 1844)
- Chlorornis riefferii riefferii (Boissonneau, 1840)[2]

## Előfordulása
Az Andokban, Bolívia, Ecuador, Kolumbia és Peru területén honos. Természetes élőhelyei a szubtrópusi és trópusi hegyi esőerdők. Állandó, nem vonuló faj.

## Megjelenése
Testhossza 20 centiméter, testtömege 42-59 gramm.

## Természetvédelmi helyzete
Az elterjedési területe nagyon nagy, egyedszáma pedig stabil. A Természetvédelmi Világszövetség Vörös listáján nem fenyegetett fajként szerepel.